# 托德·本内特
托德·本内特（英語：Todd Bennett，1962年7月6日—2013年7月16日），英国男子田径运动员，主攻短跑。他曾代表英国参加1984年和1988年夏季奥林匹克运动会田径比赛，其中1984年奥运会获得一枚银牌。